# His Conquered Self
His Conquered Self  è un cortometraggio muto del 1913. Il nome del regista non viene riportato nei credit del film che, prodotto dalla Balboa Amusement Producing Company, aveva come interprete Jackie Saunders.

## Produzione
Il film fu prodotto dalla Balboa Amusement Producing Company.

## Distribuzione
Distribuito dalla Pathé Exchange, il film - un cortometraggio di tre bobine - uscì nelle sale cinematografiche degli Stati Uniti il 15 novembre 1915.